# Zeugiti
Gli zeugiti (in greco antico: ζευγῖται?, zeugîtai) erano, nella costituzione di Solone (594-593 a.C.), la terza delle quattro classi di censo dell'antica Atene.

## Storia
Gli zeugiti venivano chiamati così perché erano piccoli proprietari terrieri che, per arare i loro campi, dovevano possedere almeno una coppia di buoi (in greco antico: ζεῦγος?, zèugos). Il censo dei cittadini della terza classe, che seguiva quella dei cavalieri, doveva essere superiore a 200 medimni di frumento o 200 metrete di olio o di vino. Gli zeugiti, che servivano nell'esercito come opliti, avevano poco peso politico: secondo la costituzione di Solone, potevano ricoprire solo le magistrature minori.
Con Clistene (seconda metà del VI secolo a.C.) fu loro aperta la possibilità di essere nominati strateghi, mentre dal 457 a.C., grazie alla politica riformatrice di Pericle, poterono accedere anche all'arcontato.